# Saison 2011-2012 du Nîmes Olympique
Chronologie
Saison précédente Saison suivante
La saison 2011-2012 du Nîmes Olympique est la neuvième saison de l'histoire du club gardois en championnat de France de football de troisième division, la première depuis 2008 à ce niveau de compétition. L'équipe est dirigée par Thierry Froger.
Le Nîmes Olympique termine à la première place du championnat national et retrouve la Ligue 2 une année après l'avoir quittée. Les gardois terminent le championnat avec la meilleure attaque (65 buts) et le plus petit nombre de défaites (6). Seydou Koné termine meilleur buteur avec 21 buts tandis que Mouri Ola Ogunbiyi termine meilleur passeur.

## Avant-saison

### Objectif du club
Les nîmois, relégués en National l'année dernière, veulent remonter en Ligue 2 durant cette saison 2011-2012.

### Transferts
| Nom                     | Nationalité   | Transfert          | Provenance/Destination   | Division     |
| Arrivées                |               |                    |                          |              |
| Cyrille Merville        | France        | Transfert          | AC Arles-Avignon         | Ligue 2      |
| Aurélien Boche          | France        | Transfert          | Amiens SC                | Ligue 2      |
| Vincent Carlier         | France        | Transfert          | ESTAC Troyes             | Ligue2       |
| Maxime Poundjé          | France        | Prêt               | FC Girondins de Bordeaux | CFA 2        |
| Habib Jean Baldé        | Guinée        | Transfert          | Universitatea Cluj       | D1 Roumanie  |
| Sébastien Piocelle      | France        | Libre              | /                        | /            |
| Emmanuel Corrèze        | France        | Transfert          | AC Arles-Avignon         | Ligue 2      |
| Grégory Dutil           | France        | Transfert          | EFC Fréjus               | National     |
| Seydou Koné             | Côte d'Ivoire | Transfert          | Pau FC                   | CFA          |
| Mouritala Ola Ogounbiyi | Bénin         | Libre              | /                        | /            |
| Issouf Ouattara         | Burkina Faso  | Transfert          | União Leiria             | D1 Portugal  |
| Départs                 |               |                    |                          |              |
| Ludovic Butelle         | France        | retour de prêt     | Lille OSC                | Ligue 1      |
| Paul-Noël Ettori        | France        | Libre              | /                        | /            |
| Yohan Bocognano         | France        | Transfert          | GFCO Ajaccio             | National     |
| Mehdi Mostefa           | Algérie       | Transfert          | AC Ajaccio               | Ligue 1      |
| Cheikh Abass Dieng      | Sénégal       | retour de prêt     | Honved Budapest          | D1 Hongrie   |
| Alphousseyni Keita      | Mali          | Transfert          | União Leiria             | D1 Portugal  |
| David Gigliotti         | France        | Transfert          | AC Arles-Avignon         | Ligue 2      |
| Olivier Davidas         | France        | Rupture de Contrat | /                        | /            |
| Mohamed M'Changama      | Comores       | Transfert          | Amiens SC                | Ligue 2      |
| Yannick Boli            | France        | Rupture de Contrat | /                        | /            |
| Lamine Diarrassouba     | Côte d'Ivoire | Rupture de Contrat | FK Senica                | D1 Slovaquie |

## Compétitions

### Championnat
La saison 2011-2012 de National est la soixante-cinquième édition du championnat de France de football de troisième division et la quinzième sous l'appellation « National ». La division oppose vingt clubs en une série de trente-huit rencontres. Les meilleurs de ce championnat sont promus en Ligue 2.
Le Nîmes Olympique est promu en ligue 2 une journée avant le terme du championnat National.

#### Classement et statistiques
Le Nîmes Olympique termine le championnat à la première place avec 68 points, 18 victoires, 14 nuls et 6 défaites. Le club nîmois est le troisième en termes de succès et le seul à avoir subi si peu de revers lors du championnat. Une victoire rapportant trois points et un match nul un point, le Nîmes Olympique totalise 68 points soit un de plus que son dauphin, les Chamois niortais et soit cinq de plus que son précédent record de points engrangés en National. Les Nîmois possèdent la meilleure attaque du championnat avec 65 buts marqués, la troisième meilleure défense ex-æquo avec le Vannes OC en encaissant que 38 buts, et la deuxième meilleure différence de buts. Le Nîmes Olympique est la meilleure formation à l'extérieur (32 points) et la cinquième à domicile (36 points). Sur les 38 journées du championnat, le Nîmes Olympique apparaît 3 fois à la place de leader. Les Crocodiles figurent également à la seizième place du classement du fair-play, avec 73 cartons jaunes et sept cartons rouges.
Extrait du classement de National 2011-2012
| Rang                           | Équipe                | Pts | J  | G  | N  | P  | Bp | Bc | Diff |
| ------------------------------ | --------------------- | --- | -- | -- | -- | -- | -- | -- | ---- |
| 1                              | Nîmes Olympique       | 68  | 38 | 18 | 14 | 6  | 65 | 38 | +27  |
| 2                              | Chamois niortais      | 67  | 38 | 19 | 10 | 9  | 61 | 33 | +28  |
| 3                              | GFCO Ajaccio          | 66  | 38 | 20 | 8  | 10 | 57 | 32 | +25  |
| 4                              | Vannes Olympique Club | 62  | 38 | 16 | 14 | 8  | 55 | 38 | +17  |
| 5                              | SAS Épinal            | 62  | 38 | 17 | 11 | 10 | 61 | 47 | +14  |
| 6                              | FC Rouen              | 60  | 38 | 17 | 9  | 12 | 48 | 46 | +2   |
| Promotion en Ligue 2 2012-2013 |                       |     |    |    |    |    |    |    |      |

## Parcours en coupes

### Coupe de France de football
Compétition à élimination directe mettant aux prises les clubs de football amateurs et professionnels à travers la France métropolitaine et les DOM-ROM, la coupe de France 2011-2012 est la 95e édition de la coupe de France, et est organisée par la FFF et ses ligues régionales. Cette saison, le nombre de clubs engagés a légèrement diminué par rapport à l'année précédente, avec 7 422 participants.

### Coupe de la Ligue
La Coupe de la Ligue 2011-2012 est la 18e édition de la Coupe de la Ligue, compétition à élimination directe organisée par la LFP depuis 1994 et qui rassemble uniquement les clubs professionnels de Ligue 1, Ligue 2 et National. Depuis 2009, la LFP a instauré un nouveau format de la coupe plus avantageux pour les clubs qualifiés pour une coupe d'Europe.
Le Nîmes Olympique commence la compétition dès le premier tour, du fait que le club gardois évolue en troisième division. Les joueurs nîmois se déplacent donc au stade de la Licorne, antre de l'Amiens SCF, promu en Ligue 2 à l'issue de la saison 2010-2011. Durant le match, Amiens fait rapidement la différence, le Nîmes Olympique étant mené 2-0 à la mi-temps, à la suite de buts de Julien Ielsch et de Hervé Bazile. Les joueurs entraînés par Thierry Froger ne parviennent pas à réduire cet écart durant la seconde partie du match. Le club samarien s'incline au tour suivant au Stade de la Mosson contre le Montpellier HSC.

### Matchs officiels de la saison

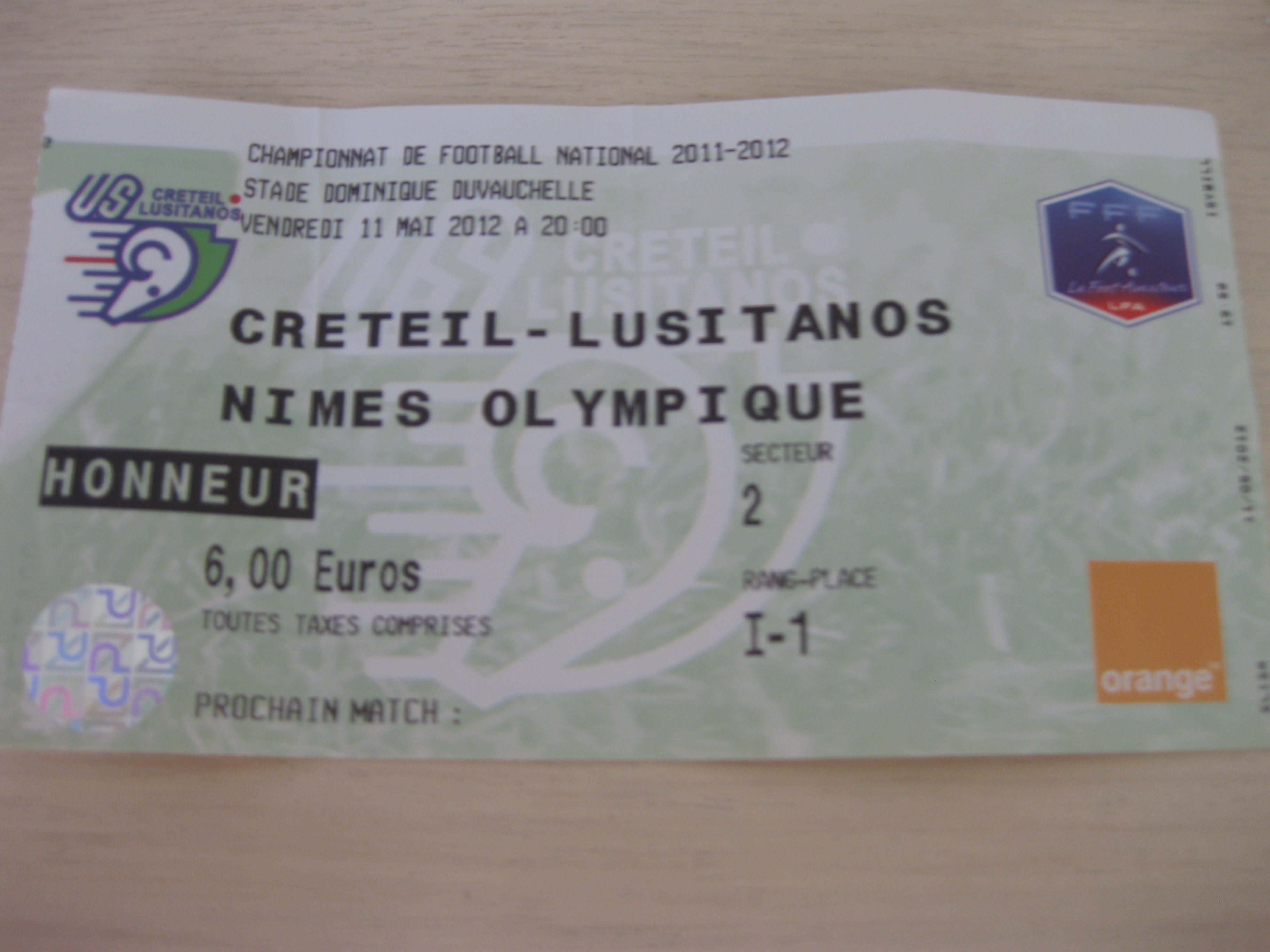
Billet du match entre l'US Créteil-Lusitanos et le Nîmes Olympique de la

Le tableau ci-dessous retrace dans l'ordre chronologique les 41 rencontres officielles que doit disputer le Nîmes Olympique durant la saison. Le club nîmois doit participer à 38 journées du championnat et a disputé deux tours de Coupe de France ainsi qu'une rencontre en Coupe de la Ligue. Les buteurs sont accompagnés d'une indication entre parenthèses sur la minute de jeu où est marqué le but et, pour certaines réalisations, sur sa nature (penalty ou contre son camp).

## Joueurs et encadrement technique

### Encadrement technique
L'équipe est entraînée par Thierry Froger. Entraîneur de 48 ans en poste depuis mars 2011, il est notamment passé en tant que joueur par le club nordiste du LOSC Lille Métropole ou encore par le Grenoble Foot 38, évoluant au poste de milieu de terrain jusqu'en 1992, où il termine sa carrière au sein du club sarthois du MUC 72. La saison suivante, il commence sa carrière de technicien en reprenant la direction du club manceau. Il rejoint en 1997 le LOSC Lille Métropole qui évolue alors en Division 2, et est démis de ses fonctions en septembre 1998. À l'été 1999, il trouve un nouveau point de chute et rejoint Châteauroux avec lequel il contribue à une nouvelle stabilisation du club en Division 2. Après un passage au FC Gueugnon de 2003 à 2005, Froger rompt son contrat avec le club bourguignon pour rejoindre le Stade de Reims pendant l'été 2005. Après trois saisons effectuées au club rémois, il devient sélectionneur du Togo en juin 2010, après la démission d'Hubert Velud. Cependant, il quitte son poste en mars 2011 et rejoint le Nîmes Olympique le jour suivant sa démission.

### Effectif professionnel

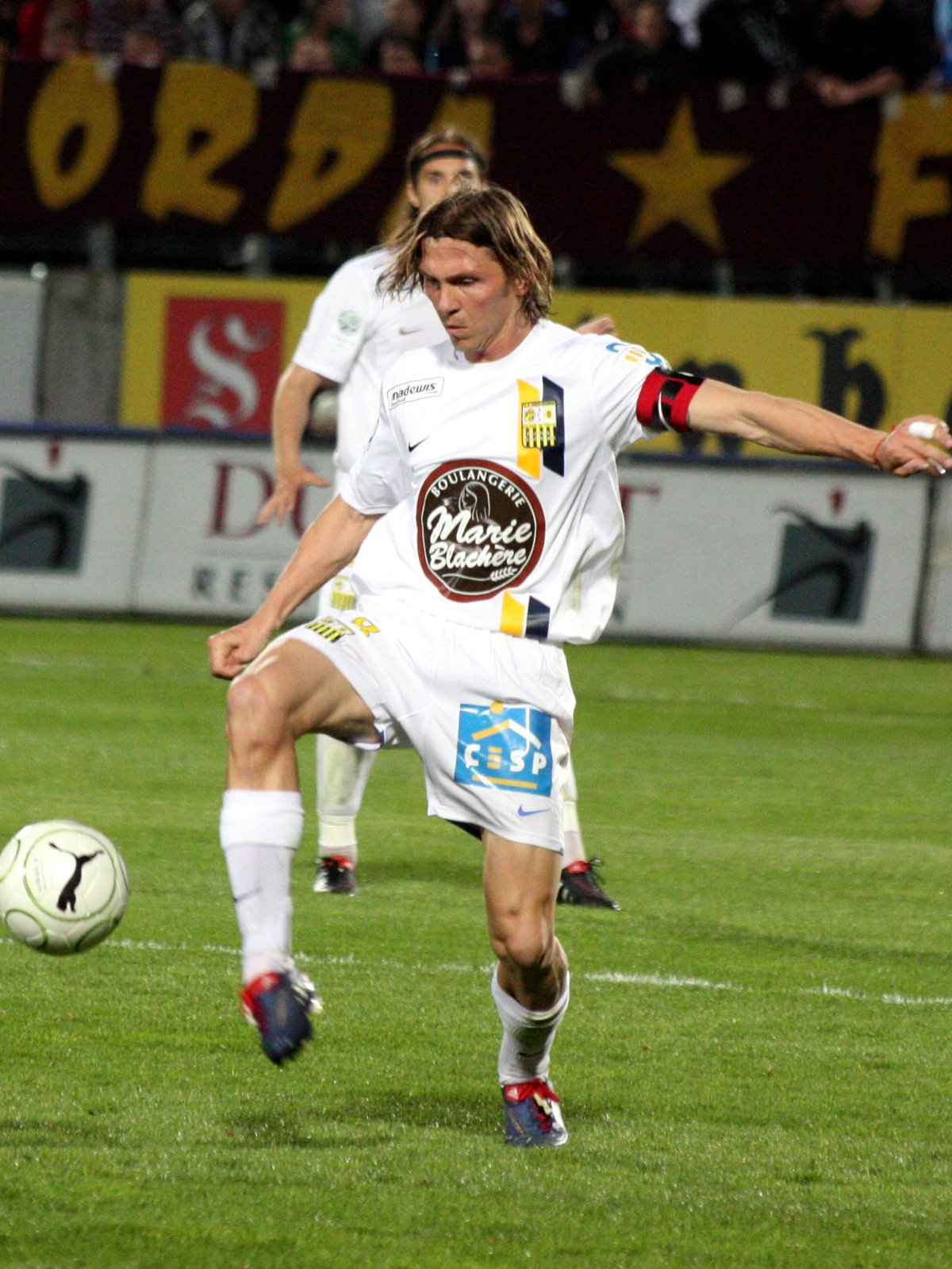
Sébastien Piocelle, ici en 2010, arrive au club en septembre 2011.

Dans l'effectif de la saison 2011-2012, peu de joueurs sont issus de la métropole nîmoise. Pour autant, ceux-ci sont régulièrement utilisés par Froger comme Abdel Malik Hsissane, milieu né à Nîmes et au club depuis 2006 ou encore Jonathan Parpeix, évoluant au poste de défenseur ou de milieu de terrain, devenu professionnel au club en 2011 tout comme Hsissane.
Le capitaine de l'équipe est le défenseur central français Benoît Poulain. Origine de la région, il est formé au club et arrive en 2003. Apparaissant progressivement au sein de l'équipe première en 2006, il devient un titulaire régulier de l'équipe nîmoise durant les saisons suivantes, ayant effectué plus d'une centaine de matchs après la saison 2010-2011.
Le gardien de l'équipe est Cyrille Merville. Laissé libre par l'Athlétic Club Arles-Avignon, il rejoint le club en octobre 2011 et devient un élément-clé du Nîmes Olympique, mettant Haidar Al-Shaibani sur le banc. Gardien de but expérimenté et terminant promu du championnat de France de deuxième division avec l'AC Arles-Avignon en 2010, il a notamment disputé plus de 200 rencontres en seconde division, et un peu moins d'une vingtaine de matchs en première division. D'autres joueurs de l'effectif sont chevronnés dans leur domaine respectif, comme le milieu Sébastien Piocelle, champion de France et vainqueur de la Coupe de France avec le FC Nantes au début des années 2000, et l'attaquant Wilfried Niflore, présents au Nîmes Olympique depuis 2011.
Parmi les plus jeunes joueurs de l'effectif, on retrouve le français de 20 ans Nicolas Benezet. Il arrive au club en 2004 pour terminer sa formation. En 2010, il connaît ses premières minutes de jeu avec le Nîmes Olympique face au FC Istres en remplaçant Steve Haguy, ce dernier qui évolue milieu gauche en 2011-2012. Prometteur, il participe également à l'épopée de la sélection française lors du Tournoi de Toulon 2011, qui regroupe différentes sélections nationales des moins de 20 ans.
Vincent Carlier et Miodrag Stošić sont deux des joueurs qui ont constitué les différentes défenses centrales au cours de la saison. Carlier arrive au club en 2011 après un passage de deux années à l'ES Troyes (66 matchs joués et un but). Quant à Stošić, il a été recruté au FK Vojvodina Novi Sad en 2009, après être passé par le centre de formation de l'OFK Belgrade. Maxime Poundje, international français des moins de 19 ans prêté par les Girondins de Bordeaux, les épaule sur le côté gauche de la défense.

### Statistiques individuelles

#### Buteurs
| Rang | Pays                        | Joueurs                                | Total Buts | Buts à domicile | Buts à l'extérieur |
| ---- | --------------------------- | -------------------------------------- | ---------- | --------------- | ------------------ |
| 1    | Drapeau de la Côte d'Ivoire | Seydou Koné                            | 20         | 11              | 9                  |
| 2    | Drapeau de la France        | Steeve Haguy                           | 8          | 4               | 4                  |
| 3    | Drapeau du Bénin            | Mouri Ola Ogunbiyi                     | 7          | 6               | 1                  |
| 4    | Drapeau de la France        | Nicolas Benezet                        | 7          | 5               | 2                  |
| 5    | Drapeau de la France        | Yassine Haddou                         | 3          | 2               | 1                  |
| 6    | Drapeau de la France        | Renaud Ripart                          | 2          | 2               | 0                  |
| 7    | Drapeau de la France        | Jonathan Parpeix                       | 2          | 1               | 1                  |
| 8    | Drapeau de la France        | Benoît Poulain                         | 2          | 1               | 1                  |
| 9    | Drapeau de la Guinée        | Habib Jean Baldé                       | 2          | 1               | 1                  |
| 10   | Drapeau de la Serbie        | Miodrag Stosic                         | 2          | 1               | 1                  |
| 11   | Drapeau du Burkina Faso     | Issouf Ouattara                        | 1          | 1               | 0                  |
| 12   | Drapeau de la France        | Wilfried Niflore                       | 1          | 0               | 1                  |
| 13   | Drapeau de la France        | Emmanuel Corrèze                       | 1          | 0               | 1                  |
| 14   | Drapeau de la France        | Abdel Malik Hsissane                   | 1          | 0               | 1                  |
| 15   | Drapeau de la Côte d'Ivoire | Lamine Diarrassouba (parti en janvier) | 1          | 0               | 1                  |

## Aspects juridiques et économiques

### Équipementiers et sponsors
La marque italienne Erreà est l'équipementier du Nîmes Olympique depuis la saison 2002-2003. Elle continue à fournir les maillots au club gardois lors de la saison 2011-2012. Erreà est le cinquième équipementier qu'a connu le Nîmes Olympique, après notamment Le coq sportif, le premier équipementier du NO entre 1969 et 1974, l'Allemand Adidas ou l'Anglais Umbro.
Les premiers sponsors apparaissent sur les maillots nîmois au début des années 1970, le Nîmes Olympique devenant ainsi le premier club français à arborer une publicité sur le maillot avec l'Olympique de Marseille. En 1970, la maison de couture Cacharel, créée par le nîmois Jean Bousquet, devient pionnière. En 1975, Zan, entreprise originaire du Gard, s'installe sur les maillots durant deux saisons. Zan cède sa place en 1977 à Kindy Chaussettes et ce pendant neuf ans. Ainsi Kindy est actuellement le sponsor le plus fidèle qu'a connu le Nîmes Olympique depuis sa création avec 9 ans d'apparition sur le maillot des Crocodiles. Les principaux sponsors actuelle du Nîmes Olympique sont Mac Dan, les Héspérides et la Ville de Nîmes.

## Affluence et télévision

### Couverture médiatique
À la radio, tous les matches de la saison sont diffusés en intégralité sur France Bleu Gard Lozère, commentés par Hervé Sallafranque.

## Équipe réserve
L’équipe réserve du Nîmes Olympique sert de tremplin vers le groupe professionnel pour les jeunes du centre de formation du domaine de la Bastide. Depuis le départ de Franck N'Dioro durant l'été 2011, elle est entraînée par Jean-François Pien, également directeur du centre de formation du Nîmes Olympique.
Pour la saison 2011-2012, elle évolue dans le groupe F du championnat de France amateur 2, soit le cinquième niveau de la hiérarchie du football en France.

### Classement
Extrait du classement de CFA2 2011-2012
| Rang                       | Équipe              | Pts | J  | G  | N  | P  | Bp | Bc | Diff |
| -------------------------- | ------------------- | --- | -- | -- | -- | -- | -- | -- | ---- |
| 1                          | Stade bordelais     | 92  | 30 | 19 | 5  | 6  | 60 | 26 | +34  |
| 2                          | Bergerac Foot       | 82  | 30 | 14 | 10 | 6  | 44 | 30 | +14  |
| 3                          | Toulouse FC r       | 78  | 30 | 14 | 6  | 10 | 43 | 39 | +4   |
| 4                          | Les Genêts d'Anglet | 76  | 30 | 13 | 7  | 10 | 39 | 33 | +6   |
| 5                          | Balma SC            | 74  | 30 | 12 | 8  | 10 | 31 | 28 | +3   |
| 6                          | FC Saint-Alban      | 74  | 30 | 12 | 8  | 10 | 39 | 44 | -5   |
| 7                          | Fun Narbonne FC     | 73  | 30 | 12 | 7  | 11 | 36 | 33 | +3   |
| 8                          | AS Muret Football   | 71  | 30 | 10 | 11 | 9  | 24 | 23 | +1   |
| 9                          | Nîmes Olympique r   | 70  | 30 | 11 | 8  | 11 | 27 | 25 | +2   |
| Promotion en CFA 2012-2013 |                     |     |    |    |    |    |    |    |      |